# Первый дивизион чемпионата мира по хоккею с шайбой среди молодёжных команд
Первый дивизион чемпионата мира по хоккею с шайбой среди молодёжных команд - ежегодное соревнование, проводимое под эгидой ИИХФ с 1979 год.

## Результаты первого дивизиона

### 1979-2000
Команда победитель получает право играть в группе А (ТОП-дивизион) чемпионата мира среди молодёжных команд в следующем году. С 1983 года, команда занявшая последнее место, переходит в группу С (второй дивизион) чемпионата мира среди молодёжных команд. В 1995 году была увеличена группа А, поэтому в группу А вышли две команды, а вылетевшей в группу С не было.
| Год  | Вылетели из ТОП-дивизиона | Вышли в ТОП-дивизион группа А | Вылетели во второй дивизион группа С | Вышли из второго дивизиона  | Место и страна проведения | Место и страна проведения |
| ---- | ------------------------- | ----------------------------- | ------------------------------------ | --------------------------- | ------------------------- | ------------------------- |
| 1978 | Швейцария                 | Норвегия включена в группу А  |                                      |                             |                           |                           |
| 1979 | Норвегия                  | Швейцария                     |                                      |                             | Кане                      | Франция (1)               |
| 1980 | Швейцария                 | Австрия                       |                                      |                             | Клагенфурт                | Австрия (1)               |
| 1981 | Австрия                   | Швейцария                     |                                      |                             | Страсбург                 | Франция (2)               |
| 1982 | Швейцария                 | Норвегия                      |                                      |                             | Херенвен                  | Нидерланды (1)            |
| 1983 | Норвегия                  | Швейцария                     | Италия                               | Румыния включена в группу В | Англет                    | Франция (3)               |
| 1984 | Швейцария                 | Польша                        | Дания                                | Италия                      | Кане                      | Франция (4)               |
| 1985 | Польша                    | Швейцария                     | Франция                              | Болгария                    | Саппоро                   | Япония (1)                |
| 1986 | ФРГ                       | Польша                        | Болгария                             | Франция                     | Клагенфурт                | Австрия (2)               |
| 1987 | Швейцария                 | ФРГ                           | Италия                               | Югославия                   | Руан                      | Франция (5)               |
| 1988 | Польша                    | Норвегия                      | Австрия                              | Дания                       | Саппоро                   | Япония (2)                |
| 1989 | ФРГ                       | Польша                        | Нидерланды                           | Австрия                     | Шамони                    | Франция (5)               |
| 1990 | Польша                    | Швейцария                     | Югославия                            | Нидерланды                  | Бад-Тёльц                 | ФРГ (1)                   |
| 1991 | Норвегия                  | Германия                      | Дания                                | КНДР                        | Тыхы                      | Польша (1)                |
| 1992 | Швейцария                 | Япония                        | КНДР                                 | Италия                      | Тыхы, Освенцим            | Польша (2)                |
| 1993 | Япония                    | Швейцария                     | Нидерланды                           | Украина                     | Бухарест                  | Румыния (1)               |
| 1994 | Швейцария                 | Украина                       | Румыния                              | Словакия                    | Бухарест                  | Румыния (2)               |
| 1995 |                           | Швейцария, Словакия           |                                      | Латвия, Венгрия             | Кане, Руан, Гавр, Лувье   | Франция (6)               |
| 1996 | Украина                   | Польша                        | Австрия                              | Казахстан                   | Тыхы, Сосновец            | Польша (3)                |
| 1997 | Польша                    | Казахстан                     | Италия                               | Беларусь                    | Киев                      | Украина (1)               |
| 1998 | Германия                  | Беларусь                      | Япония                               | Дания                       | Тыхы, Сосновец            | Польша (4)                |
| 1999 | Беларусь                  | Украина                       | Венгрия                              | Италия                      | Секешфехервар, Дунайварош | Венгрия (1)               |
| 2000 | Украина                   | Беларусь                      | Дания                                | Австрия                     | Минск                     | Беларусь (1)              |

### 2001-2002
Команда победитель получает право играть в ТОП-дивизионе чемпионата мира среди молодёжных команд в следующем году. Команда занявшая последнее место переходит во второй дивизион чемпионата мира среди молодёжных команд.
| Год  | Вылетели из ТОП-дивизиона | Вышли в ТОП-дивизион | Вылетели во второй дивизион | Перешли из второго дивизиона    | Место и страна проведения | Место и страна проведения |
| ---- | ------------------------- | -------------------- | --------------------------- | ------------------------------- | ------------------------- | ------------------------- |
| 2001 | Казахстан                 | Франция              | Латвия                      | Словения                        | Ландсберг-на-Лехе, Фюссен | Германия (2)              |
| 2002 | Франция                   | Германия             |                             | Япония, Дания, Латвия, Хорватия | Капфенберг, Цельтвег      | Австрия (3)               |

### 2003-2011
Победители групп получали право играть в ТОП-дивизионе чемпионата мира среди молодёжных команд. Команды, занявшие в группах последние выбывали второй дивизион чемпионата мира среди молодёжных команд. 
| Год  | Вылетели из ТОП-дивизиона | Вышли в ТОП-дивизион | Вышли в первый дивизион | Вылетели во второй дивизион | Место и страна проведения                          | Место и страна проведения        |
| ---- | ------------------------- | -------------------- | ----------------------- | --------------------------- | -------------------------------------------------- | -------------------------------- |
| 2003 | Беларусь Германия         | Украина Австрия      | Эстония Венгрия         | Хорватия Польша             | Астана группа А Блед группа В                      | Казахстан (1) · Словения (1)     |
| 2004 | Украина Австрия           | Германия Беларусь    | Польша Великобритания   | Венгрия Япония              | Берлин группа А Бриансон группа В                  | Германия (3) · Франция (7)       |
| 2005 | Германия Беларусь         | Норвегия Латвия      | Япония Венгрия          | Великобритания Эстония      | Шеффилд группа А Нарва группа В                    | Великобритания (1) · Эстония (1) |
| 2006 | Латвия Норвегия           | Германия Беларусь    | Великобритания Эстония  | Япония Венгрия              | Блед группа А Минск группа В                       | Словения (2) · Беларусь (2)      |
| 2007 | Германия Беларусь         | Дания Казахстан      | Венгрия Литва           | Эстония Италия              | Оденсе группа А Торре-Сан-Джорджо, Пеллис группа В | Дания (1) · Италия (1)           |
| 2008 | Дания Швейцария           | Латвия Германия      | Эстония Италия          | Литва Великобритания        | Бад-Тёльц группа А Рига группа В                   | Германия (4) · Латвия (1)        |
| 2009 | Германия Казахстан        | Швейцария Австрия    | Япония Хорватия         | Эстония Венгрия             | Херизау группа А Ольборг группа В                  | Швейцария (1) · Дания (2)        |
| 2010 | Латвия Австрия            | Германия Норвегия    | Великобритания Литва    | Франция Польша              | Межев, Сен-Жермен-ан-Ле группа А Гданьск группа В  | Франция (8) · Польша (5)         |
| 2011 | Германия Норвегия         | Латвия Дания         | Франция Польша          | Украина Литва               | Бобруйск группа А Блед группа В                    | Беларусь (3) · Словения (3)      |

### 2012–н.в.
По итогам турнира в группе А: команда, занявшая первое место, получает право играть в ТОП-дивизионе чемпионата мира среди молодёжных команд, а команда, занявшая последнее место, переходит в группу B. 
По итогам турнира в группе В: команда, занявшая первое место, переходит в группу А, а команда, занявшая последнее место, вылетает в группу A второго дивизиона чемпионата мира среди молодёжных команд. 
| Год  | Вылетели из ТОП-дивизиона              | Перешли в ТОП-дивизион                 | Перешли в группу А                     | Вылетели в группу В                    | Вылетели во второй дивизион            | Перешли из второго дивизиона           |
| ---- | -------------------------------------- | -------------------------------------- | -------------------------------------- | -------------------------------------- | -------------------------------------- | -------------------------------------- |
| 2012 | Дания                                  | Германия                               | Франция                                | Великобритания                         | Япония                                 | Украина                                |
| 2013 | Латвия                                 | Норвегия                               | Польша                                 | Франция                                | Хорватия                               | Япония                                 |
| 2014 | Норвегия                               | Дания                                  | Италия                                 | Польша                                 | Великобритания                         | Венгрия                                |
| 2015 | Германия                               | Беларусь                               | Казахстан                              | Словения                               | Венгрия                                | Великобритания                         |
| 2016 | Беларусь                               | Латвия                                 | Франция                                | Италия                                 |                                        | Венгрия                                |
| 2017 | Латвия                                 | Беларусь                               | Венгрия                                | Норвегия                               | Великобритания                         | Литва                                  |
| 2018 | Беларусь                               | Казахстан                              | Норвегия                               | Венгрия                                | Литва                                  | Япония                                 |
| 2019 | Дания                                  | Германия                               | Словения                               | Франция                                | Япония                                 | Эстония                                |
| 2020 | Казахстан                              | Австрия                                | Венгрия                                | Словения                               | Италия                                 | Япония                                 |
| 2021 | Турнир отменён из-за эпидемии COVID-19 | Турнир отменён из-за эпидемии COVID-19 | Турнир отменён из-за эпидемии COVID-19 | Турнир отменён из-за эпидемии COVID-19 | Турнир отменён из-за эпидемии COVID-19 | Турнир отменён из-за эпидемии COVID-19 |
| 2022 | Не было выбываний                      | Не было перехода                       | Франция                                | Венгрия                                | Польша                                 | Италия, Республика Корея               |
| 2023 | Австрия                                | Норвегия                               | Япония                                 | Словения                               | Республика Корея                       | Хорватия                               |
| 2024 | Норвегия                               | Казахстан                              | Словения                               | Япония                                 | Хорватия                               | Республика Корея                       |
| 2025 | Казахстан                              | Дания                                  | Украина                                | Венгрия                                | Республика Корея                       | Литва                                  |